# Vangelis
Evangelos Odysseas Papathanassiou (gr: Ευάγγελος Οδυσσέας Παπαθανασίου, n. 29 martie 1943, Agria⁠(d), Tesalia⁠(d), Grecia – d. 17 mai 2022, Paris, Métropole du Grand Paris, Franța) a fost un compozitor grec, cunoscut datorită numeroaselor sale compoziții, printre care coloana sonoră a filmului Chariots of Fire (pentru care a primit premiul Academiei de Film), a filmelor Blade Runner, Bitter Moon, 1492:Conquest of Paradise, a numeroase documentare (L'Apocalypse Des Animaux, La Fête sauvage, Opéra sauvage, Cosmos-ul lui Carl Sagan, Jacques-Yves Cousteau), colaborări cu Jon Anderson, Irene Papas, precum și coloane sonore pentru teatru, evenimente științifice, sportive și artistice.
Cu o activitate muzicală de peste 60 de ani în care a produs peste 55 de albume, Vangelis este considerat unul dintre cei mai mari compozitori de muzică electronică din toate timpurile.
Genurile muzicale abordate sunt muzica electronică, de film, ambientală, clasică și rockul progresiv.

## Biografie

### Începuturile activității
Evangelos Odysseas Papathanassiou [Ευάγγελος Οδυσσέας Παπαθανασίου (Evángelos Odhiséas Papathanasíu)] s-a născut la Agria lângă Volos, Grecia. Vangelis a început să compună încă de la vârsta de 4 ani și a fost un muzician autodidact. A refuzat lecțiile clasice de pian și și-a construit cariera fără cunoștințe substanțiale de teorie muzicală. A studiat muzica, pictura și regia de film la Academia de Arte Frumoase din Atena.
La începuturile anilor 1960 a format grupul Formynx, care a devenit foarte popular în Grecia. În 1968, în timpul revoluției studenților din Franța, s-a mutat la Paris unde, împreună cu Demis Roussos și Loukas Sideras, a format grupul de rock progresiv Aphrodite's Child. În această formulă au cunoscut succesul la nivel european cu piesa "Rain and Tears". Deși grupul s-a destrămat în 1972, Vangelis a mai colaborat pe parcurs cu Demis Roussos.

### Începuturile activității solo
Vangelis și-a început activitatea independentă compunând coloane sonore pentru două filme ale regizorului francez Frédéric Rossif, în 1973. Primul album scos oficial a fost Earth în 1974. Cam în același timp a dus tratative cu grupul de rock progresiv britanic Yes. Deși nu s-a alăturat niciodată grupului, s-a împrietenit cu vocalistul Jon Anderson, cu care a colaborat mulți ani.
După ce s-a mutat la Londra, Vangelis a semnat contract cu casa de discuri RCA Records, și-a deschis propriul studio de înregistrări (Nemo Studios) și a compus o serie de albume de muzică electronică. Debutul a fost făcut cu albumul bine primit de public Heaven and Hell care a fost folosit mai târziu pentru coloana sonoră a documentarului lui Carl Sagan, Cosmos: A Personal Voyage la televiziunea PBS.

### Maturitatea artistică
A compus singur, dar a avut și numeroase colaborări. Împreună cu Jon Anderson a realizat câteva albume pe parcursul anilor 1980 și 1990 sub numele de Jon & Vangelis.
În anul 1982 Vangelis a câștigat premiul Oscar pentru coloană sonoră originală, pentru filmul Chariots of Fire. Tema albumului a stat o săptămână pe primul loc in Statele Unite, după ce a avut o ascensiune timp de un an.
Acel an a însemnat și începutul colaborării cu producătorul de film Ridley Scott, pentru care Vangelis a compus coloanele sonore la filme precum Blade Runner și 1492 - Cucerirea paradisului.
În anul 1990 scoate la Roma albumul "The City", o colaborare cu Roman Polanski, album conceput în camera de hotel.

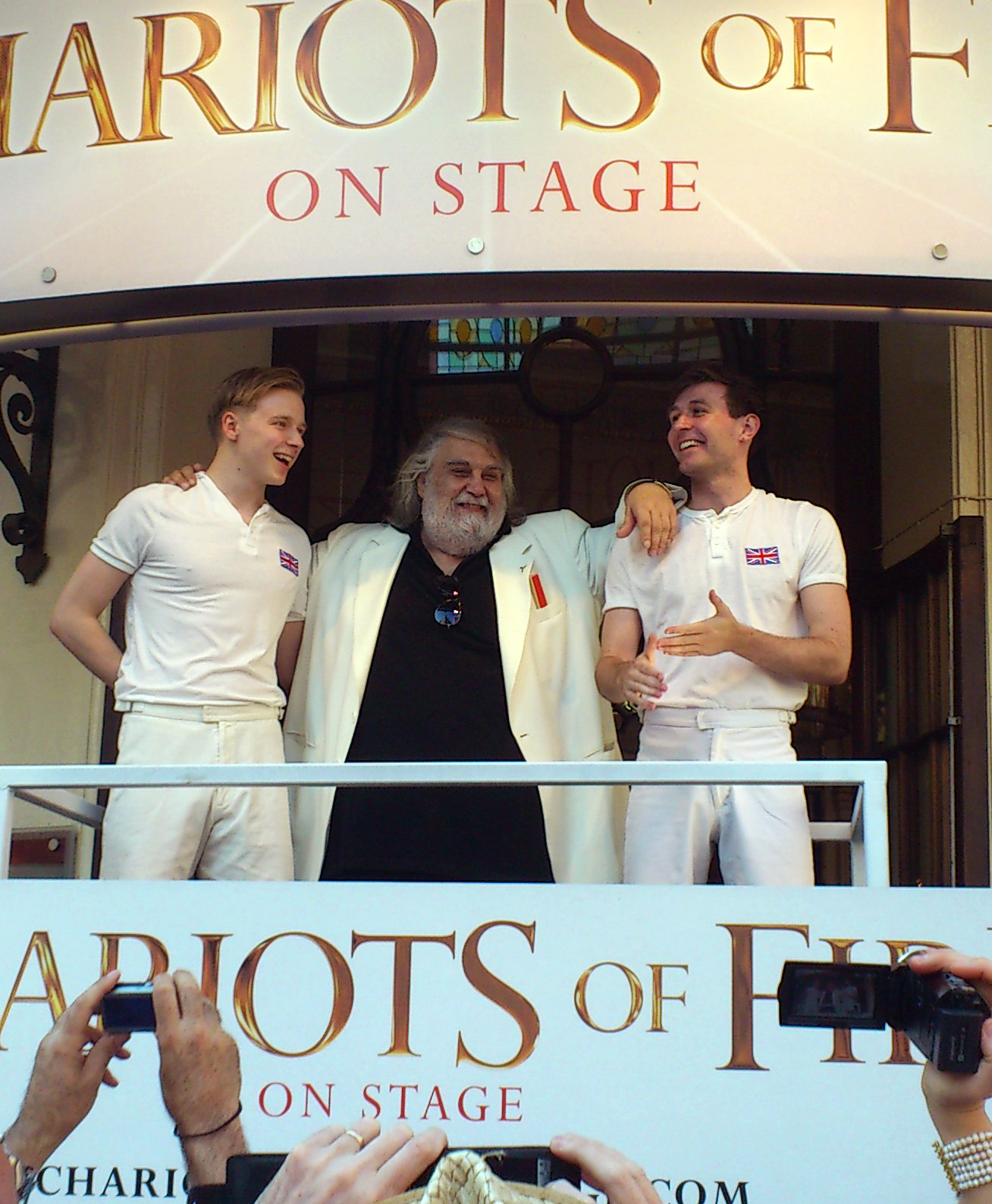
Vangelis prezent la trecerea flăcării olimpice, in fața teatrului Gielgud, împreună cu actorii piesei Chariots of Fire (On Stage)
(Londra, 26 iulie 2012).

În anul 1992 scoate albumul 1492: Conquest of Paradise, coloana sonoră a filmului cu același nume. Deși filmul nu se bucură de succes, albumul lui Vangelis doboară recorduri de vânzări în Europa (în special in Germania) și este premiat. În același an primește Ordinul de Cavaler al Artelor și Literelor în Franța.
În anul 2001 scoate albumul predominant clasic Mythodea folosit de NASA ca temă muzicală pentru misiunile pe planeta Marte. Albumul este înregistrat live la concertul susținut în Templul lui Zeus din Atena și este publicat atât în variantă audio (CD), cât și video (DVD).
În anul 2004 compune coloana sonoră a filmului regizat de Oliver Stone, Alexander. În 2007 este lansată Blade Runner Trilogy. 25th Anniversary (Trilogia Blade Runner. A 25-a aniversare) cuprinzând 3 CD-uri care conțin: varianta din 1994 revăzută pe un CD, un CD cu muzică din film nepublicată și un CD cu muzică originală inspirată din film.

### Activitate recentă
Universitatea din Atena îi oferă titlurile de Doctor Honoris Causa și profesor emerit în anul 2008.
Pe 11 decembrie 2011, Vangelis a fost invitat să compună muzica și să organizeze concertul cu ocazia deschiderii amfiteatrului în aer liber din Katara, Qatar. La eveniment au participat numeroși conducători de state si demnitari reuniți cu ocazia celei de a patra ediții a Adunării Alianței  Civilizațiilor din orașul Doha. Cu această ocazie acordă un interviu postului de televiziune Al Jazeera, prezentat sub titlul 'A message of hope' (Mesaj de speranță):
"Ceea ce avem noi astăzi nevoie, mai mult decât orice, este să investim în frumos, pentru ca frumosul este armonia provenită din haos. În schimb, noi investim în haos, pentru că haosul este mult mai profitabil decât pacea... Frumusețea e un fel de seif pentru oameni. Și muzica la fel. Nu cred că muzica de azi e frumoasă, muzica acum este doar o modalitate de promovare a altor lucruri, pentru că muzica este o forță și prin urmare prin muzică putem promova orice.... Și muzica devine un produs... ceea ce e rău.[...] Interesul pentru educație, artă, știință, cultură este cheia crizei actuale, din punctul meu de vedere... Criza bancară nu este mai importantă decât criza culturală. Așadar, dacă te ocupi de cultură, cred că restul se poate rezolva mai ușor. Orice altceva, toată mizeria, provine din faptul că nu avem frumusețe, calitatea vieții. Calitatea vieții nu e dată de bani... e cu totul altceva. ".
În anul 2012 Vangelis a reeeditat coloana sonoră a filmului Chariots of Fire adăugând noi piese, pentru adaptarea scenică a filmului, Chariots of Fire (On Stage).. Tema principală din Chariots of Fire a fost folosită și în Ceremonia de deschidere a Jocurilor Olimpice de vară din 2012. Tot în acest an semnează coloana sonoră a filmului documentar Trashed, regia Candida Brady.
În martie 2013 Vangelis își arată susținerea față de artistul român Cezar Ouatu, reprezentantul României la finala Eurovision de la Malmo, Suedia.
În septembrie 2016 este lansat albumul Rosetta care include piese dedicate misiunii cu același nume a Agenției Spațiale Europene (ESA). Trei piese au fost compuse in prealabil, pentru celebrarea apropierii cometei 67P de catre proba Philae pe 12 noiembrie 2014: "Arrival", "Rosetta's Waltz", și "Philae's Journey". În 2018, Vangelis a compus o partitură originală pentru memorialul lui Stephen Hawking. În timp ce cenușa lui Hawking a fost îngropată la Westminster Abbey, muzica care a susținut cuvintele lui Hawking a fost transmisă de ESA către cea mai apropiată gaură neagră de Pământ. A fost un omagiu personal al lui Vangelis, iar un CD în ediție limitată intitulat „The Stephen Hawking Tribute” a fost distribuit familiei și 1.000 de invitați.
Pe 25 ianuarie 2019, a fost lansat un nou album de studio, Nocturne: The Piano Album, care include atât compoziții noi, cât și vechi, cântate la un pian de concert și au fost „inspirate de noaptea și de pasiunea de mult timp a lui Vangelis pentru spațiu”. Cu toate acestea, Vangelis și-a amintit că a fost oarecum presat de casa de discuri să-l lanseze și să includă compoziții vechi. În același an, Vangelis a scris o partitură electro-orchestrală bazată pe muzica etnică pentru The Thread, o piesă de dans modern creată de Russell Maliphant inspirată din mitologia greacă și dansurile elene. A primit recenzii pozitive,, iar CD-ul și DVD-ul său a fost lansat într-o ediție specială limitată de Andromeda Music. La proiectul lui Maliphant a colaborat și cu designerul de modă Mary Katrantzou pentru care a compus muzică nouă pentru prezentările ei de modă.
Pe 24 septembrie 2021, Vangelis a lansat Juno to Jupiter, ultimul său album de studio. A fost inspirat de nava spațială Juno a NASA, colaborând pentru mai multe piese cu soprana Angela Gheorghiu.

### Viața personală și moartea
Pentru un muzician de anvergură, se cunosc foarte puține lucruri despre viața personală a lui Vangelis. În 2005, a declarat că „nu a fost niciodată interesat” de „stilul de viață decadent” din zilele trupei sale, alegând să nu consume alcool sau alte droguri. A fost, de asemenea, neinteresat de industria muzicală și de urmărirea celebrității, realizând că „succesul și creativitatea pură nu sunt foarte compatibile. Cu cât ai mai mult succes, cu atât devii mai mult un produs al ceva care generează bani”. În schimb, a folosit statutul pentru a fi cât mai liber și independent posibil și a respins adesea oportunitatea de a-și promova sau valorifica faima.
Locul de reședință al lui Vangelis nu a fost cunoscut public; în loc să se stabilească într-un singur loc sau într-o țară, el a ales să „călătorească din loc în loc”. A deținut o casă lângă Acropole din Atena, pe care nu a renovat-o niciodată. Vangelis nu a avut copii; în 2005, aflat la a treia relație de lungă durată spunea: „Nu aș putea avea grijă de un copil așa cum cred că ar trebui să fie îngrijit.” Alte interviuri menționează că Vangelis fusese căsătorit de două ori, una dintre aceste căsătorii a fost cu fotograful francez Veronique Skawinska, care a produs lucrări pentru unele dintre albumele sale. Un interviu din 1982 cu Backstage sugerează că Vangelis a fost căsătorit anterior cu cântăreața grecească Vana Veroutis, care a furnizat vocea pentru unele dintre înregistrările sale.
Deși o persoană foarte retrasă, conform multor relatări, era un om „nemesorabil de abordabil”, „foarte drăguț” și „amuzant”, care se bucura de întâlniri amicale lungi, era fascinat de filosofia greacă antică, știința și fizica muzicii și a sunetului, și explorarea spațiului. Activitățile sale zilnice au implicat în principal combinarea instrumentelor electronice și a pianului. De asemenea, îi plăcea să picteze. Prima sa expoziție, de 70 de picturi, a avut loc în 2003 la Almudin din Valencia, Spania, după care a urmat un turneu în America de Sud până la sfârșitul anului 2004.
Vangelis moare de insuficiență cardiacă pe 17 mai 2022, la vârsta de 79 de ani, într-un spital din Paris. A suferit de mai multe probleme de sănătate în ultimii ani și, potrivit unor rapoarte, a murit din cauza complicațiilor COVID-19.

## Discografie

### Albume de studio
- 1972 - Fais Que Ton Rêve Soit Plus
- 1973 - Earth
- 1975 - Heaven and hell
- 1976 - Albedo 0.39
- 1977 - Spiral
- 1978 - Beauborg
- 1978 - Hypothesis (neoficial)
- 1978 - The Dragon (neoficial)
- 1979 - China
- 1980 - See You Later
- 1984 - Soil Festivities
- 1985 - Mask
- 1985 - Invisible Connections
- 1988 - Direct
- 1990 - The City
- 1995 - Voices
- 1996 - Oceanic
- 1998 - El Greco
- 2001 - Mythodea
- 2016 - Rosetta
- 2019 - Nocturne: The Piano Album
- 2021 - Juno to Jupiter

### Coloane sonore
- 1970 - Sex Power
- 1973 - L'Apocalypse des animaux
- 1975 - Entends-tu les Chiens Aboyer? cunoscut și drept Ignacio
- 1976 - La fête sauvage
- 1979 - Opéra sauvage
- 1981 - Chariots of Fire
- 1982 - Blade Runner
- 1982 - Missing
- 1983 - Antarctica
- 1984 - The Bounty
- 1992 - 1492: Conquest of Paradise
- 1992 - Bitter Moon
- 2004 - Alexander
- 2007 - Blade Runner Trilogy. 25th Anniversary
- 2007 - El Greco Original Motion Picture Soundtrack
- 2012 - Chariots of Fire - The Play

### Albume în colaborare
- 1979 - Odes (Vangelis & Irene Papas)
- 1980 - Short Stories (Jon & Vangelis)
- 1981 - The Friends of Mr Cairo (Jon & Vangelis)
- 1983 - Private Collection (Jon & Vangelis)
- 1986 - Rapsodies (Vangelis & Irene Papas)
- 1991 - Page of life (Jon & Vangelis)

### Compilații
- 1978 - The Best of Vangelis
- 1982 - To the Unknown Man
- 1984 - The Best of Jon & Vangelis
- 1989 - Themes
- 1994 - Chronicles (Jon & Vangelis)
- 1996 - Portraits (So Long Ago, So Clear)
- 2000 - Reprise 1990-1999
- 2002 - Cosmos
- 2003 - Odyssey: The Definitive Collection
- 2016 - Delectus